# Liste der Biografien/Bray
Liste der Biografien |
Portal Biografien |
Personensuche
# |
A |
B |
C |
D |
E |
F |
G |
H |
I |
J |
K |
L |
M |
N |
O |
P |
Q |
R |
S |
T |
U |
V |
W |
X |
Y |
Z |
?
 
Ba |
Be |
Bd |
Bg |
Bh |
Bi |
Bj |
Bl |
Bm |
Bn |
Bo |
Br |
Bs |
Bu |
Bw |
By |
Bz
 
Bra |
Brc |
Brd |
Bre |
Brg |
Bri |
Brj |
Brk |
Brl |
Brn |
Bro |
Brp–Brt |
Bru |
Brv |
Bry |
Brz
 
Braa |
Brab |
Brac |
Brad |
Brae |
Braf |
Brag |
Brah |
Brai |
Braj |
Brak |
Bral |
Bram |
Bran |
Brao |
Braq |
Brar |
Bras |
Brat |
Brau |
Brav |
Braw |
Brax |
Bray |
Braz
Die Liste der Biografien führt alle Personen auf, die in der deutschsprachigen Wikipedia einen Artikel haben. Dieses ist eine Teilliste mit 56 Einträgen von Personen, deren Namen mit den Buchstaben „Bray“ beginnt.

## Bray
- Bray, Alan (1948–2001), britischer Autor und Historiker
- Bray, Bernard (1925–2010), französischer Romanist und Literaturwissenschaftler
- Bray, Deanne (* 1971), US-amerikanische Schauspielerin
- Bray, Franz Gabriel von (1765–1832), Diplomat mit vielfältigen wissenschaftlichen Interessen
- Bray, Guido von (1522–1567), Reformator in den Niederlanden
- Bray, Hubert (* 1970), US-amerikanischer Mathematiker und Physiker
- Bray, Jackie (1909–1982), englischer Fußballspieler und -trainer
- Bray, Jan de (1627–1697), niederländischer Maler
- Bray, Jeremy (1930–2002), britischer Politiker
- Bray, John (1875–1945), US-amerikanischer Leichtathlet
- Bray, John Cox (1842–1894), australischer Politiker, Premierminister von South Australia
- Bray, John Randolph (1879–1978), US-amerikanischer Produzent, Regisseur und Drehbuchautor von Zeichentrickfilmen
- Bray, Jonathan D. (* 1958), US-amerikanischer Bauingenieur für Geotechnik
- Bray, Joseph de († 1664), niederländischer Maler
- Bray, Juliane (* 1975), neuseeländische Snowboarderin
- Bray, Lachlan (* 1999), australischer Volleyballspieler
- Bray, Libba (* 1964), US-amerikanische Schriftstellerin
- Bray, M. William (1889–1961), US-amerikanischer Rechtsanwalt und Politiker
- Bray, Marthe (1884–1949), französische Feministin
- Bray, Massimo (* 1959), italienischer Politiker, Mitglied der Camera, Minister
- Bray, Phyllis (1911–1991), britische Malerin, Grafikerin und Illustratorin
- Bray, Ray (1917–1993), US-amerikanischer American-Football-Spieler
- Bray, Reginald († 1503), englischer Ritter und Politiker
- Bray, René (1896–1954), französischer Romanist und Literaturwissenschaftler
- Bray, Robert (1908–1983), britischer General
- Bray, Russ (* 1957), englischer DartschiedsrichterRuss Bray (* 1957)

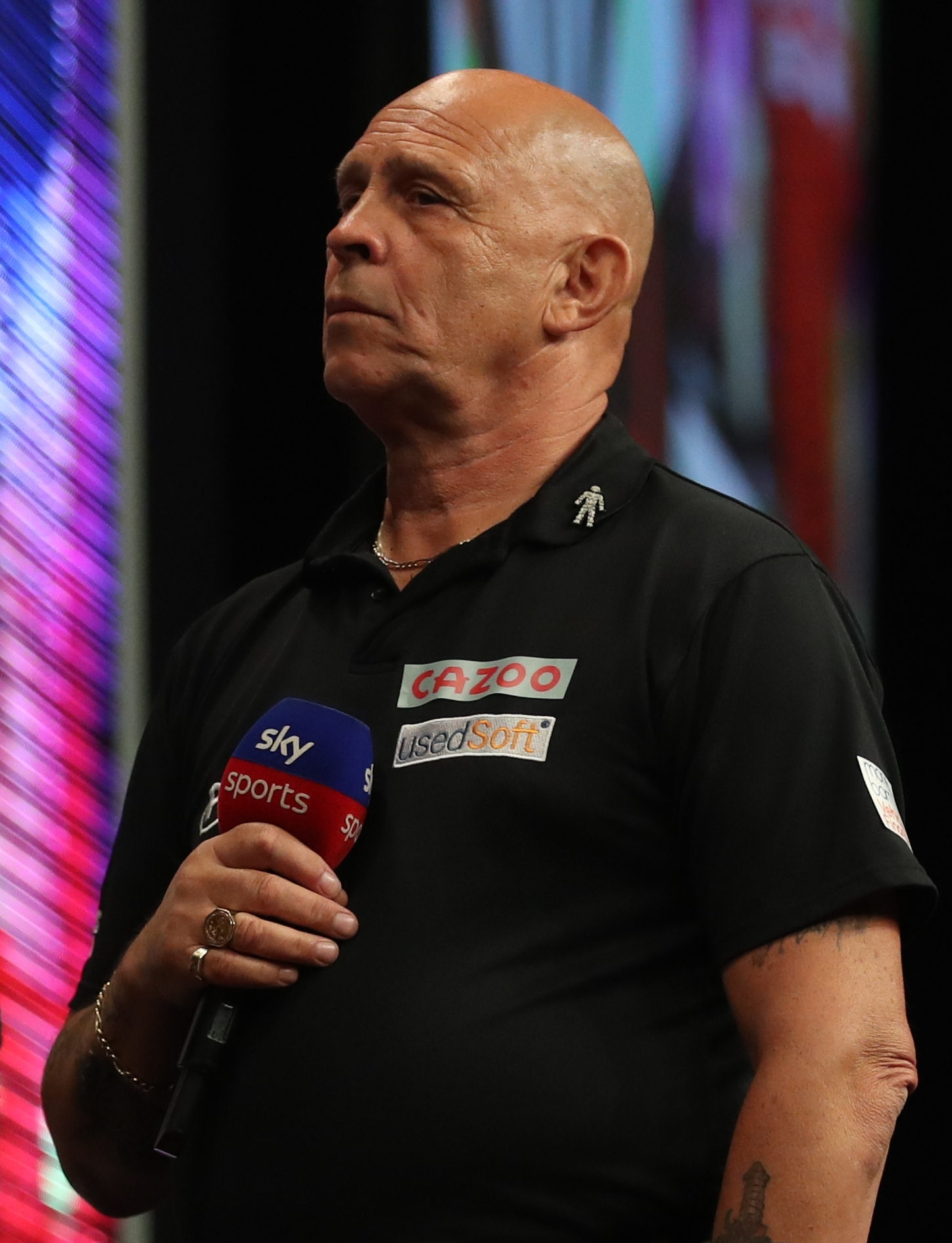
Russ Bray (* 1957)

- Bray, Salomon de (1597–1664), niederländischer Maler und Architekt
- Bray, Sarah (* 1966), luxemburgische Sängerin
- Bray, Sophie (* 1990), britische Feldhockeyspielerin
- Bray, Stephen (* 1956), US-amerikanischer Songwriter, Schlagzeuger und Musikproduzent
- Bray, T. J. (* 1992), US-amerikanischer Basketballspieler
- Bray, Thom (* 1954), US-amerikanischer Schauspieler und Drehbuchautor
- Bray, Thomas († 1730), englischer Geistlicher und Abolitionist
- Bray, Tim (* 1955), kanadischer Unternehmer und Softwareentwickler
- Bray, W. Reginald (1879–1939), britischer Exzentriker, Sammler von Autogrammen und Post-Curiosa
- Bray, William, englischer Fußballspieler
- Bray, William G. (1903–1979), US-amerikanischer Politiker
- Bray-Steinburg, Hippolyt von (1842–1913), deutscher Diplomat
- Bray-Steinburg, Otto von (1807–1899), bayerischer PolitikerOtto von Bray-Steinburg (1807–1899)

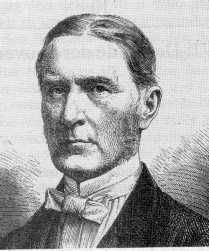
Otto von Bray-Steinburg (1807–1899)

### Braya
- Brayard, Florent (* 1967), französischer Historiker

### Brayb
- Braybrook, Andrew (* 1960), britischer Spieleentwickler
- Braybrooke, Sammy (* 2004), englischer Fußballspieler

### Braye
- Braye, Arend (1890–1960), deutscher Gewerkschafter, Politiker (SPD), MdL
- Braye, Edmund, 1. Baron Braye (1484–1539), englischer Adliger und Politiker
- Braye, John, 2. Baron Braye († 1557), englischer Adliger und Politiker

### Brayf
- Brayford, John (* 1987), englischer Fußballspieler

### Brayl
- Brayley, Desmond, Baron Brayley (1917–1977), britischer Politiker (Labour Party), Soldat und Geschäftsmann
- Brayley, Edward William (1801–1870), englischer Geograph

### Braym
- Brayman, Mason (1813–1895), US-amerikanischer Politiker

### Brays
- Brayshaw, Georgina (* 1993), britische Ruderin
- Brayson, Óscar (* 1985), kubanischer Judoka
- Brayssing, Gregor, französischer Lautenist und Komponist

### Brayt
- Brayton, George (1830–1892), US-amerikanischer Maschinenbauingenieur, Entwickler des Joule-Kreisprozesses
- Brayton, Robert (1933–2025), US-amerikanischer Informatiker
- Brayton, Scott (1959–1996), US-amerikanischer Automobilrennfahrer
- Brayton, William Daniel (1815–1887), US-amerikanischer Politiker